# 奧斯汀裝甲車
奧斯汀裝甲車是英國於第一次世界大戰裝造的裝甲車。由奧斯汀汽車開發，該車被多個國家使用。

## 開發
俄國因工業生產能力不足，無法大規模生產裝甲武裝部隊，於是向英國訂購。俄軍要求生產能够抵御步枪射击和两座旋转炮塔。由奧斯汀汽車交付第一輛原型車，為奥斯汀1914型裝甲車。俄軍以每個1150英鎊訂購48輛。奧斯汀汽車之後陸續推出2型和3型。俄軍也有改裝版的奧斯汀。

## 變體

### 奧斯汀1型（1914型）

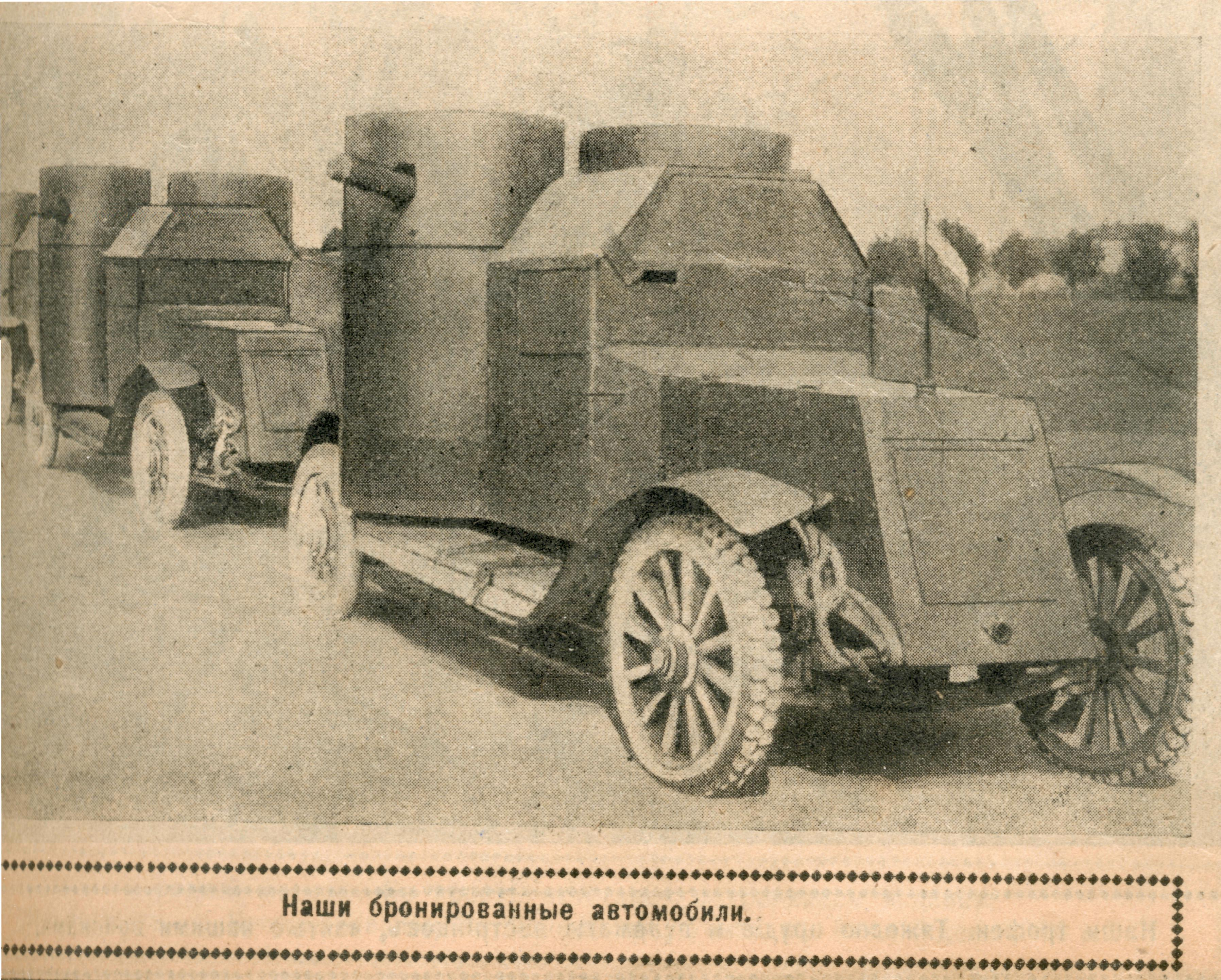
奧斯汀1型

奧斯汀長4.88米、寛2.01米、高2.39米。配有後軸驅動、30馬力引擎和輻條輪。橡膠填充密封輪胎。兩座馬克西姆機槍砲塔安裝在駕駛室後部，均覆蓋180度的側向角度，可前後射擊。車身由3.54毫米的裝甲板製成。四名乘員包括車長、駕駛員和兩名機槍手，可從左側門或後兩扇後門進入。當他們到達伊若爾斯基工廠時，盔甲換上7毫米厚的鋼板。這使得車輛變得更重，降低了速度和敏捷性。

### 奧斯汀2型（1915型）
2型配備改進的裝甲。50馬力引擎。對駕駛室頂部修改，使砲塔有更好的橫移和火弧。但為了加固後部，後門被刪除。俄國於1915年訂購了改進版後，之後60輛車輛被接管，並增加了後駕駛桿、額外的艙口和機槍側護罩。

### 奧斯汀3型
3型與2型類似，配備駕駛柱和側機槍護罩，前視窗上裝有防彈玻璃，側窗被刪除。

### 奧斯汀1918型
配備加固底盤和雙後輪。

### 俄國版

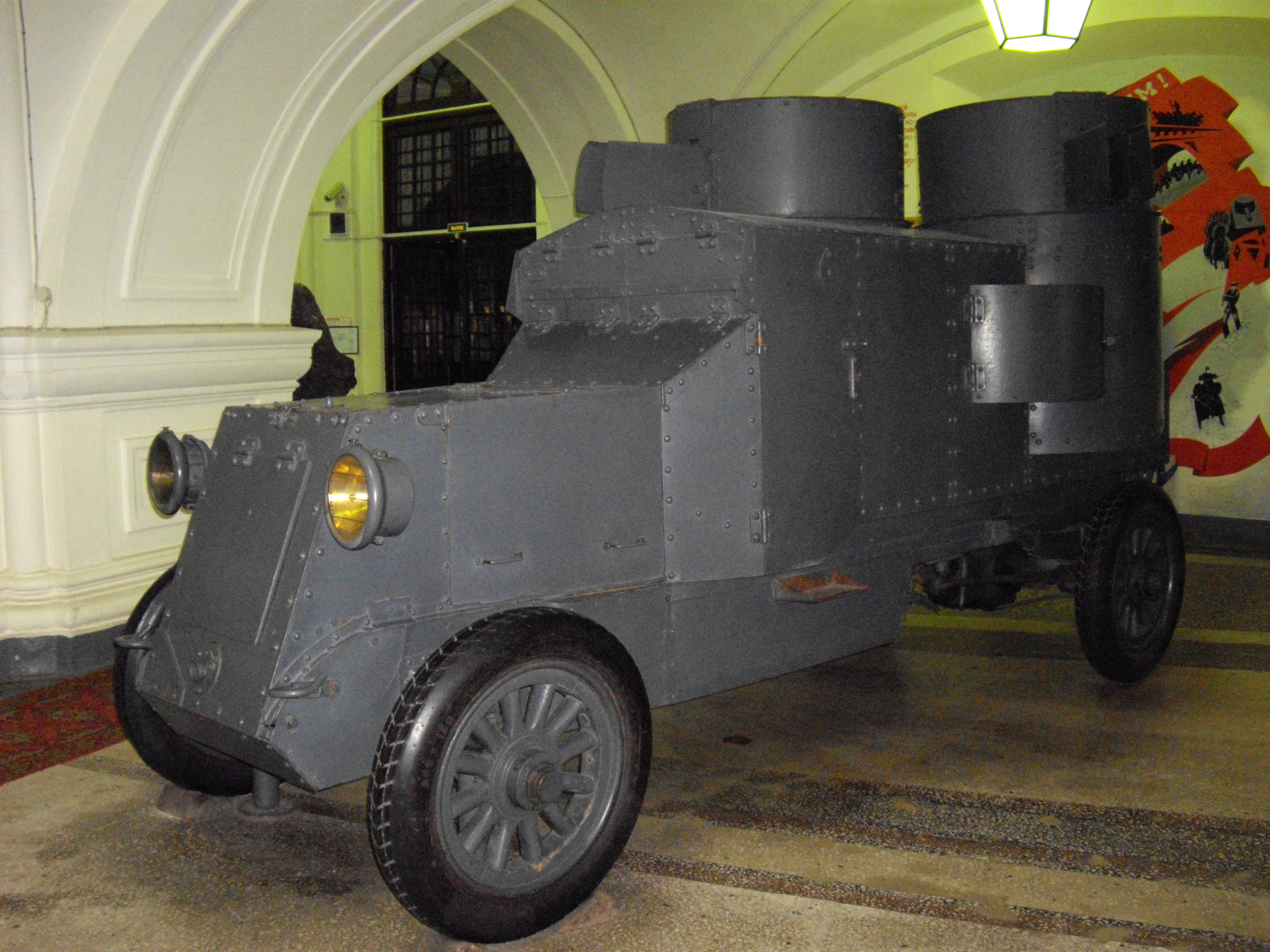
在砲兵博物館的奧斯汀

1917年，俄國普蒂洛夫斯基公司和菲亞特—伊若爾斯基公司獲得生產授權。之後根據俄軍的作戰經驗設計出俄國版的奧斯汀裝甲車。該車重5.2噸，兩座砲塔不對稱，採用這種設計可以減少車身寬度，同時使單砲塔有更大的射擊角度。俄軍訂購93輛。

### 半履帶版
阿道夫·基厄斯基於東歐的路況，設計出由奧斯汀改裝的半履帶裝甲車。使該車可以在路况不好的地面或雪地行駛。同時防護性能加上重量只有6噸。俄軍訂購了182輛，但之後俄國陷入動盪 ，最後加上實驗車共交付了12輛。 

### 白軍版
該車是透過修復和改裝俄國內戰期間損壞的車輛而製造的。自1931年一直被波蘭軍隊用於訓練。

## 使用國家

### 主要用戶

#### 俄羅斯

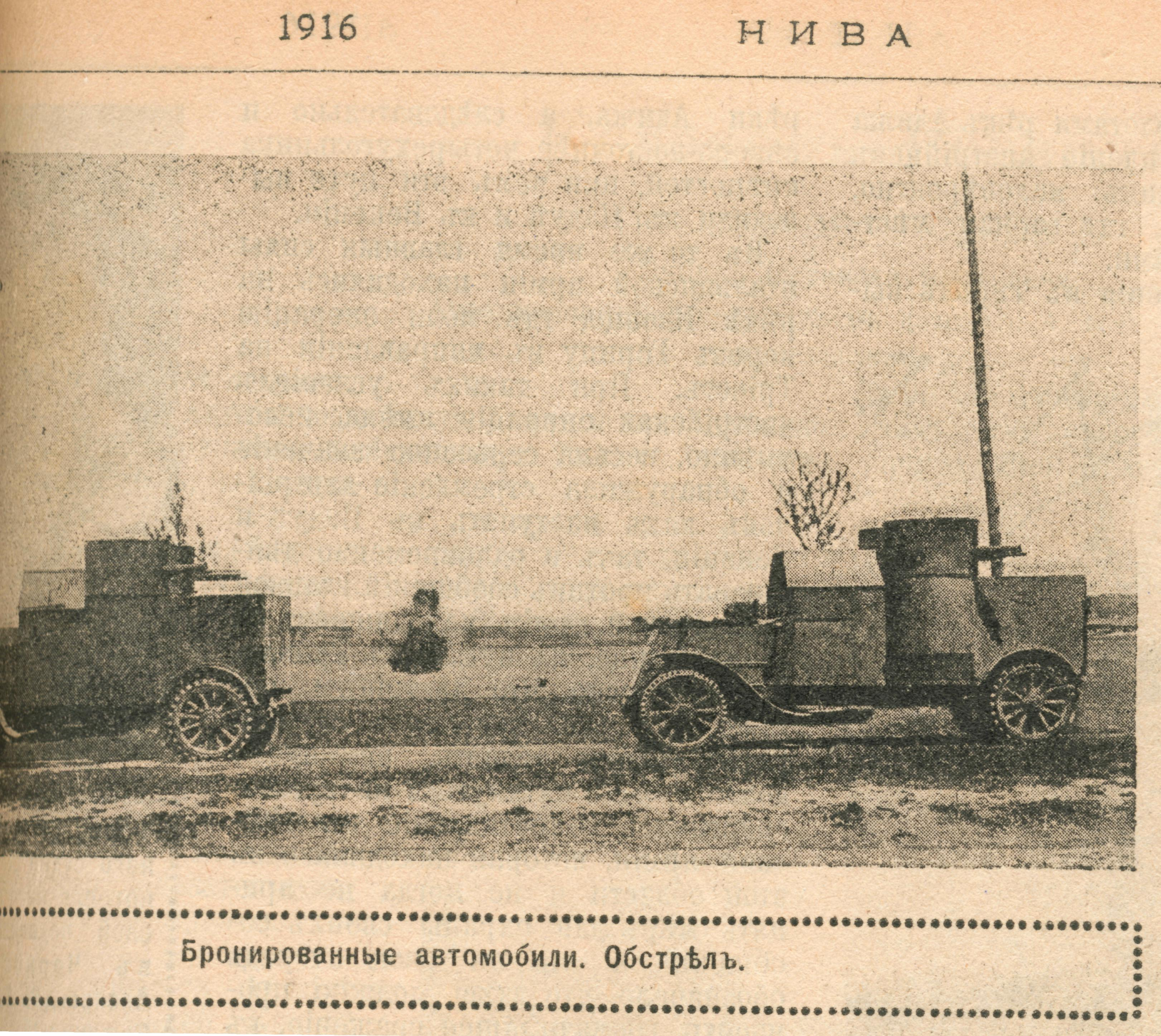
在一戰的奧斯汀

俄軍將奧斯汀組織成汽車機槍排。領頭排有三輛奧斯汀車，常規排只有兩輛奧斯汀。1916年，這些部隊被重組為規模更大的部隊，為裝甲汽車營，每個營隸屬於一個集團軍，由兩到五個排組成。俄國內戰時雙方都使用了奧斯汀，之後奧斯汀部署在波蘇戰爭。1918年俄軍繼續訂購60輛奧斯汀，但之後被英國干涉軍徵用走了。

#### 英国
英國戰車軍第17營在一戰使用奧斯汀1918型，配備雙後輪和霍奇基斯機槍。在德國投降前，部隊一直活躍在法國。這些車輛在亞眠戰役中表現出色，佔領距離敵方領土10英里的德國總部，重創了預備隊和支援部隊。

#### 波蘭
在俄國內戰期間，波蘭參與戰爭，波蘭在布列斯特和哥羅德諾繳獲大量奧斯汀。加上波蘭攻陷明斯克後獲得車輛工廠和奧斯汀半裝甲車，之後波蘭將其帶回國生產仿造。並在之後的波蘇戰爭中使用，利用裝甲車和騎兵打敗了圖哈切夫斯基和布瓊尼的軍隊。

### 其他國家

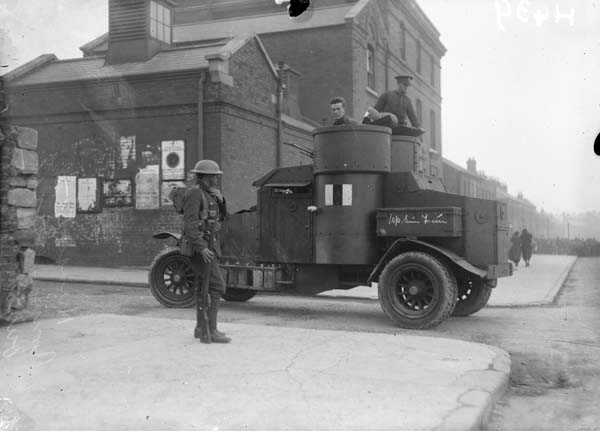
在都柏林蒙喬伊監獄外的奧斯汀

一些奧斯汀被送往其他地區。包括以下國家軍隊使用。
- 爱尔兰

- 葡萄牙

- 奥地利
- 匈牙利
- 土耳其
- 挪威
- 瑞典
- 芬兰
- 拉脫維亞
- 羅馬尼亞
- 保加利亚
- 德國自由軍團[2]
- 大日本帝国
- 蒙古人民軍
- 南斯拉夫